# Tony Knowles (Snookerspieler)
Anthony „Tony“ Knowles (* 13. Juni 1955 in Bolton, Greater Manchester) ist ein ehemaliger englischer Snookerspieler, der zwischen 1980 und 2001 für 20 Saisons auf der Profitour spielte.

## Leben
Knowles begann mit Snooker im Alter von neun Jahren im Gentlemen’s Club, der von seinem Vater geleitet wurde. 1972 und 1974 gewann Tony Knowles die UK Junior Championship. Er begann ein Studium als Grafikdesigner, das er abbrach, um 1979 professioneller Snookerspieler zu werden.
In seinem ersten Jahr als Profi gewann Knowles kein einziges Spiel. Ein erster Erfolg war die Qualifikation für die Weltmeisterschaft 1981. In der Saison 1981/82 erreichte er sowohl bei der UK Championship als auch der WM das Viertelfinale. Dabei bezwang er in der ersten Hauptrunde der Weltmeisterschaft Titelverteidiger Steve Davis mit 10:1. Tony Knowles zog daraufhin erstmals in die Top 16 der Weltrangliste ein.
In der Saison 1982/83 gewann Knowles mit den International Open ein neu eingeführtes Ranglistenturnier. Bei der WM scheiterte er im Halbfinale mit 15:16 an Cliff Thorburn. 1983/84 holte er beim Professional Players Tournament seinen zweiten Ranglistentitel und erklomm die Position 2 in der Weltrangliste hinter Steve Davis.
Noch zwei weitere Male, 1985 und 1986, schaffte Knowles es bei der WM ins Halbfinale. Er hielt sich bis 1990 in den Top 16. 1997 verlor er seinen Platz auf der Snooker Main Tour.

## Turniersiege
- International Open 1982
- Professional Players Tournament 1983